# San Rafael del Piñal

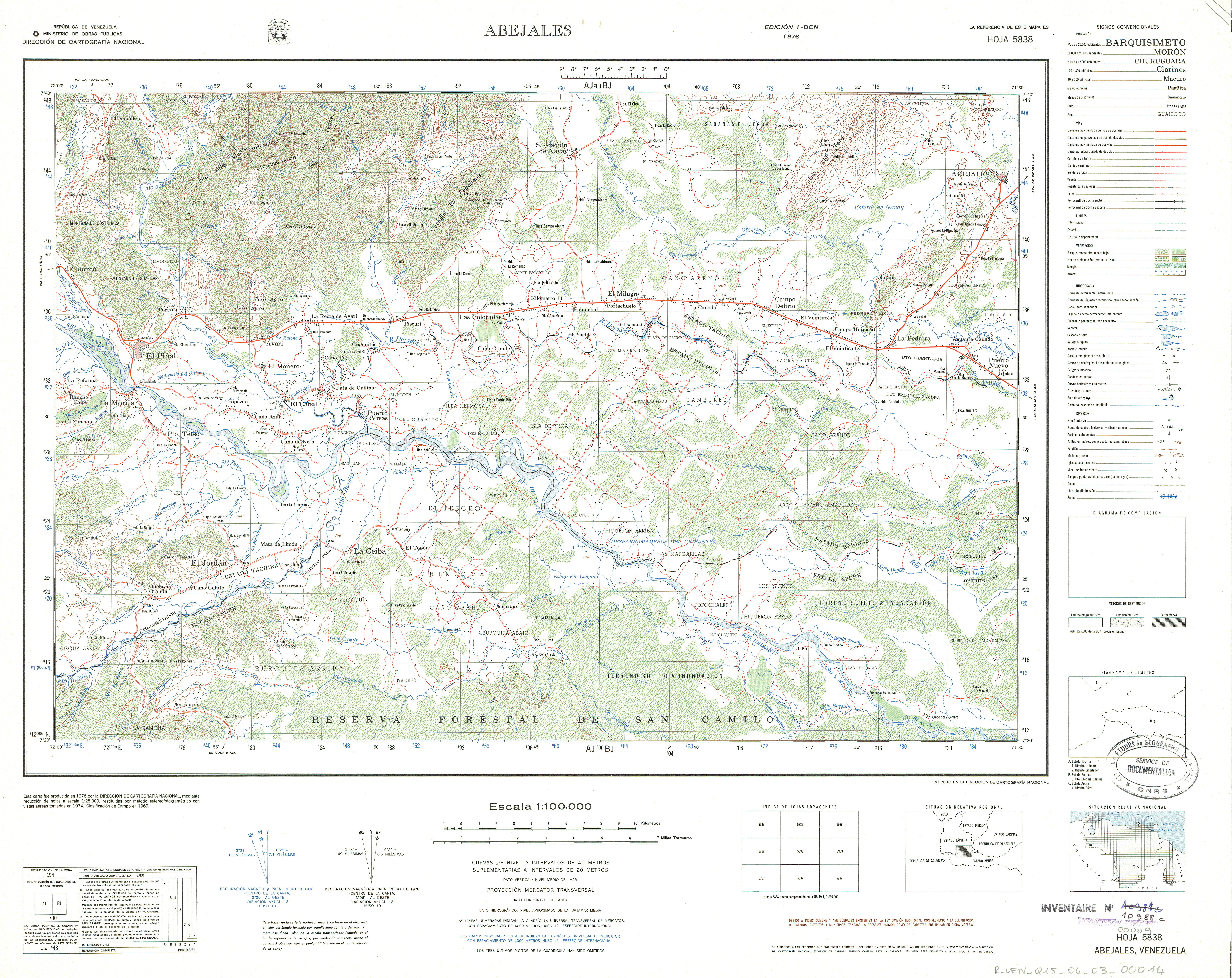

San Rafael del Piñal é uma cidade venezuelana, capital do município de Fernández Feo.